# Grad Podsreda
Grad Podsreda (nemško Hörberg) stoji na severnem pobočju Orlice v osrčju Kozjanskega regijskega parka nad trgom Podsreda. Sodi med najpomembnejše romanske objekte na Slovenskem. Zaradi skoraj neokrnjenega srednjeveškega videza grad danes velja za najbolj grajskega med gradovi v Sloveniji. 
Grad danes velja za pomembno kulturno in izobraževalno središče v tej regiji. Od leta 2020 so na gradu urejene tudi nastanitve.  

## Arhitektura
Zgrajen je bil v prvi polovici 12. stoletja. Takrat je imel običajno preprosto pravokotno zasnovo. Okoli leta 1180 je bil prizidan visok obrambni stolp, okoli 1220 južni bivalni del ter okrog 1260 še kapelo. Današnjo podobo je dal gradu predvsem grof Schönburg-Glauchau, zet kneza Werianda zu Windischgrätza v 19. stoletju. Grad so začeli obnavljati leta 1983.

## Zgodovina
Grad je bil eden petih glavnih krških fevdov in sedež podeželskega sodišča. Grad je prvič omenjen leta 1213, kot Castrum Herberch, ko ga je Ortolf s Planine zapisal svoji ženi Kiburgi s Ptuja. Podsreškim vitezom so sledili Ostrovrharji s Svibnega. Leta 1338 ga je Herman s Kranichberga prodal Frideriku Žovneškemu. Škofje so grad redno potrjevali Celjskim grofom. Po njihovem izumrtju leta 1456, postane grad in gospoščina deželnoknežja last Habsburžanov. Leta 1515 so ga napadli in zavzeli uporni kmetje. Upravitelji gradu so se poslej pogosto menjavali, dokler ga leta 1617 ni kupil grof Žiga Tattenbach. V lasti njegovih potomcev je bil do leta 1848, ko je posest kupil knez Weriand zu Windischgrätz. Posest je ostala v lasti njegovih dedičev do konca druge svetovne vojne. Zahodno 450m od gradu je stal zaporni stolp (Turnič), na katerem je bila stalna vojaška posadka. Prvotni podsredški grad je nekoč stal na hribu (gradišče), vzhodno od današnjega trga.

## Galerija
- Vhod na zunanje dvorišča
- Bergfrid
- Vhod v bergfrid
- Dvorišče
- Stopnišče v palacij
- Arkadna hodnika
- Okno
- Strelna lina
- Kočija
- Ognjišče v kuhinji
- Kotel
- Posoda v grajski kuhinji
- Vrata
- Zapor
- Vrata v zapor